# Alexander Ogorodnikow
Alexander Ogorodnikow (kyrillisch Александър Огородников) ist ein ehemaliger belarussischer Skispringer.

## Werdegang
Ogorodnikow startete bei der Nordischen Skiweltmeisterschaft 1993 in Falun. Von der Normalschanze landete er nach Sprüngen auf 71,5 und 75,5 Metern auf dem 52. Platz. Von der Großschanze erreichte er nach Sprüngen auf 84,5 und 79 Metern Platz 66. Im Teamspringen trat keine belarussische Mannschaft an.
Am 6. März 1993 gab Ogorodnikow sein Debüt im Skisprung-Weltcup. Jedoch verpasste er in Lahti in beiden Springen die Punkteränge deutlich.